# SuperBodega aCuenta

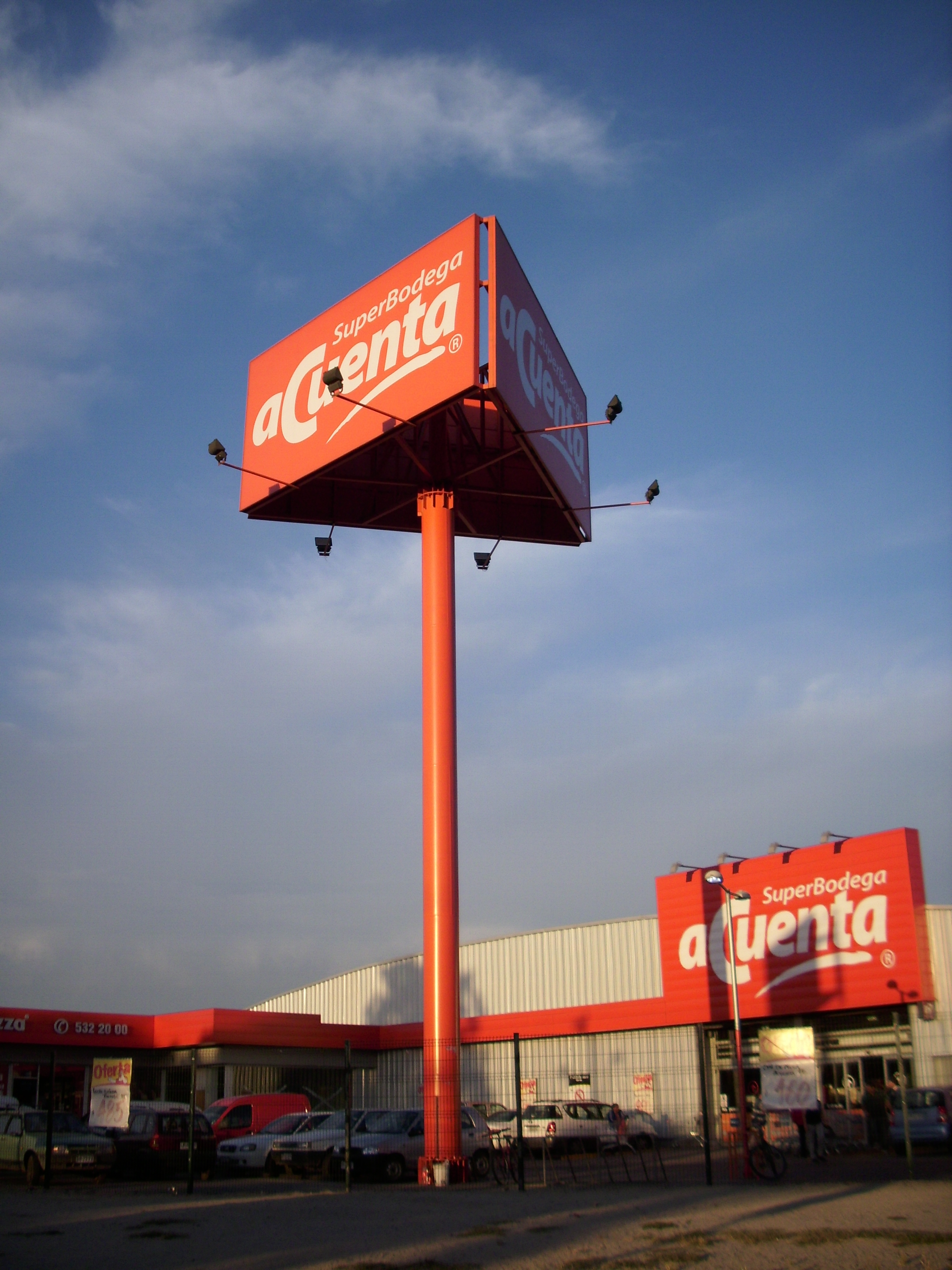
Local de SuperBodega aCuenta ubicado en la comuna de Maipú.

SuperBodega aCuenta es un formato de supermercado propiedad de Walmart Chile, que vende alimentos y artículos para el hogar. 
Acuenta nació como marca propia de Líder en 2001, estando dirigida a los estrato socioeconómico más populares del país (C3 y D), mediante la producción y comercialización de productos alternativos a las marcas tradicionales, pero a más bajo costo. 
En 2007, Distribución y Servicio —actualmente Walmart Chile— decidió ampliar la marca con la creación de supermercados con formato de bodega, llamados SuperBodega aCuenta. Dicho formato tiene presencia entre Alto Hospicio (Región de Tarapacá) y Puerto Montt (Región de Los Lagos). En cualquier caso, los productos Acuenta pueden seguir siendo encontrados en sucursales Líder y de sus cadenas hermanas.

## Locales
SuperBodega Acuenta actualmente tiene 20 locales en todo el país. La sucursal de Peñalolén cerró en el estallido social y en la pandemia, pero volvió a abrir entre 2021 y 2022.
- Región Metropolitana
  - Gran Santiago
    - Quilicura
    - Huechuraba
    - Renca
    - Quinta Normal
    - Independencia
    - Pudahuel
    - Peñalolén
    - Lo Espejo
    - Maipú
    - San Bernardo
    - Puente Alto

  - Peñaflor
  - Buin